# Alluvione della Maremma grossetana del novembre 2012
L'alluvione della Maremma grossetana del novembre 2012 è stato un grave evento calamitoso che ha interessato la parte centro-meridionale della provincia di Grosseto il 12 novembre 2012, causando la perdita di 6 vite umane, una per l'esondazione del fiume Chiarone, una per l'esondazione di un canale presso il Lago di Burano nei dintorni di Capalbio e le altre tre per il crollo di un ponte sul fiume Albegna nei pressi di Marsiliana, oltre a due feriti in gravissime condizioni, uno dei quali deceduto il 30 dicembre dello stesso anno. Per l'esondazione di vari corsi d'acqua si sono verificati allagamenti ed ingentissimi danni nelle campagne tra i bacini dei fiumi Ombrone, Albegna, Fiora, Nestore e Paglia e nel centro abitato di Albinia nel comune di Orbetello, frazione rimasta completamente allagata con circa 150 sfollati a causa dell'esondazione del fiume Albegna, su un totale di circa 700 sfollati in tutta la provincia. Anche il patrimonio culturale è stato colpito con il crollo di un bastione rinascimentale e di un tratto delle mura di Magliano in Toscana. Numerose sono state le infrastrutture rese inagibili, tra le quali la Strada statale 1 Via Aurelia e la Ferrovia Tirrenica (riaperta nel pomeriggio del 16 novembre 2012) che sono state interrotte presso Albinia, oltre a numerose strade della viabilità locale, a seguito dei gravi danni causati dai disastrosi effetti del maltempo.
A Grosseto si è registrata una piena record dell'Ombrone, rimasto in golena per tre giorni, di durata maggiore rispetto a quella del 1966 ma senza grossi danni in città, nonostante il panico nella frazione di Istia d'Ombrone dove l'acqua ha raggiunto alcune case nei pressi del ponte; le frazioni di Rispescia e di Alberese, inoltre, sono rimaste isolate per due giorni.
A livello provinciale l'evento è paragonabile all'alluvione di Grosseto del 4 novembre 1966, con la differenza che l'evento del 2012 ha colpito più duramente il settore meridionale della provincia, mentre l'evento del 1966 causò i maggiori danni lungo la Valle dell'Ombrone, nella parte centro-settentrionale del territorio provinciale.
Le precipitazioni intense hanno interessato anche la zona del Monte Amiata, compreso il versante senese, oltre ad una vasta area di Lazio e Umbria a cavallo tra la Maremma laziale, la Tuscia e l'Orvietano, dove in particolare si sono verificate piene eccezionali, con conseguenti esondazioni, di alcuni affluenti di destra del Tevere tra i quali il Nestore, con 1000 mc/sec. a Marsciano, sommersa dalla esondazione con ingenti danni e soprattutto il Paglia, suo principale tributario di destra, che con una piena straordinaria di 1.500 mc/sec ha completamente sommerso la parte bassa del comune di Orvieto causando ingenti danni.

## Avviso di criticità
La mattina dell'11 novembre 2012 il Servizio Idrologico Regionale della Toscana emetteva un avviso di criticità di livello massimo valido fino alle ore 24 del 12 novembre 2012 per varie zone della Toscana centro-meridionale, tra le quali anche la Valle dell'Ombrone, la Val d'Orcia, le valli dei fiumi Bruna, Albegna e Fiora, zone poi coinvolte nel tragico evento alluvionale, oltre ad altre aree come le isole dell'Arcipelago Toscano, la Valtiberina, il Casentino, il Valdarno superiore, la Valdichiana, la valle del fiume Cecina e la Val di Cornia.
Visto l'elevato livello dell'allerta emessa, che ipotizzava il rischio di accumuli superiori ai 250 mm in 24 ore nelle aree interessate, la Provincia di Grosseto chiedeva ai singoli comuni di adottare ogni misura preventiva per fronteggiare la situazione e per informare adeguatamente la popolazione sui rischi connessi all'evento previsto.

## Genesi ed evoluzione dell'evento

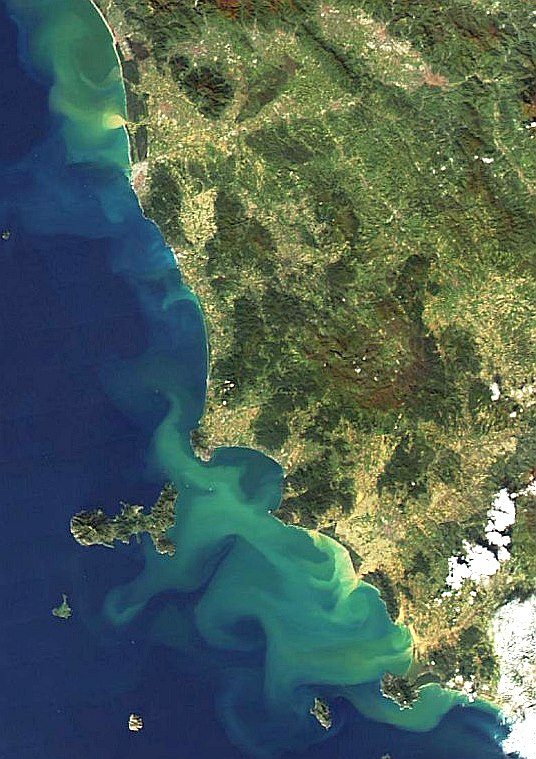
I detriti fluviali in mare aperto il giorno successivo all'alluvione, visti dal satellite - Fonte NASA

Il 10 novembre 2012 un complesso sistema di basse pressioni e perturbazioni formatosi tra l'Oceano Atlantico e la Spagna si spostava rapidamente verso il Mediterraneo occidentale iniziando ad interessare l'Italia nord-occidentale e determinando nella seconda parte della giornata piogge piuttosto abbondanti sulla Liguria.
Nel contempo sui Balcani andava rinforzandosi un esteso campo di alta pressione, che così fungeva da blocco per lo spostamento delle perturbazioni verso est, comportando in tal modo un rinforzo dello scirocco caldo ed umido richiamato verso l'Italia dalla bassa pressione presente sul Mediterraneo occidentale. Di conseguenza in serata la perturbazione si intensificava, alimentata dallo scirocco, generando forti temporali nelle ore notturne tra la Versilia, la Garfagnana, la Lunigiana e il litorale pisano, fino ad arrivare alla città di Livorno, tutte zone nelle quali venivano registrati in poche ore accumuli di pioggia compresi tra i 100 e i 250 millimetri.
Tra la mattina ed il primo pomeriggio di domenica 11 novembre 2012 l'aria più fresca e secca in arrivo dall'Atlantico riusciva per alcune ore ad invadere la Toscana, portando un temporaneo e relativo miglioramento del tempo; tuttavia l'azione di blocco dell'alta pressione sui Balcani, in opposizione alla bassa pressione ormai profonda sul Mediterraneo occidentale, manteneva in vita un forte ed umido vento di scirocco tra il Canale di Sicilia ed il Tirreno meridionale.
Verso il tardo pomeriggio lo scirocco raggiungeva nuovamente la Toscana meridionale attraverso un fronte caldo che - a causa delle posizioni relative di basse ed alte pressioni nelle vicinanze dell'Italia, e per la presenza ad alta quota di una corrente a getto distesa nella stessa direzione del fronte - è rimasto stazionario in loco per circa 30 ore.
Lungo il fronte caldo si generava un sistema convettivo lineare a mesoscala molto intenso, ossia un temporale particolarmente esteso che portava piogge abbondanti e nubifragi tra la Maremma grossetana, parte della provincia di Siena e della provincia di Viterbo e l'Umbria tirrenica. Il temporale rinnovava la sua struttura rigenerandosi continuamente dalle ore 18 di domenica 11 novembre fino alle ore 23 di lunedì 12 novembre 2012, quando il maltempo si attenuava rapidamente. Il miglioramento del tempo è stato favorito dalla formazione di una nuova bassa pressione sul Marocco, che tornava a richiamare l'aria umida sospinta dallo scirocco non più in direzione della Toscana ma verso la Sardegna (prima) e le Baleari (poi).

## Dati pluviometrici dell'evento
A livello pluviometrico, numerose stazioni del Servizio Idrologico Regionale della Toscana hanno registrato accumuli pluviometrici record, mai registrati precedentemente nel corso delle relative serie storiche, andando perfino a superare i massimi del novembre 1966; al tempo stesso, alcune stazioni pluviometriche, tra cui quelle di Orbetello-San Donato e di Magliano in Toscana-Poggio Perotto, in sole 24 ore tra la serata dell'11 e la serata del 12 novembre 2012 facevano registrare accumuli precipitativi superiori alla metà della pioggia totale che mediamente cade in un anno (parte dell'area maggiormente interessata dai fenomeni intensi ha medie storiche pluviometriche annue comprese tra i 500 e i 600 mm).
Di seguito sono elencati alcuni record pluviometrici registrati nel corso dell'evento alluvionale da alcune stazioni del Servizio Idrologico Regionale della Toscana:
- Orbetello-San Donato: 373,0 mm/24 h (precedente 185,0 mm/24 h il 3 novembre 1966);
- Scansano-Pomonte: 345,2 mm/24 h (nel novembre 1966 furono registrati 250,8 mm totali mensili);
- Roccalbegna-Usi: 314,0 mm/24 h (nel novembre 1966 furono registrati 284,7 mm totali mensili).

Oltre ai suddetti record pluviometrici giornalieri, a seguito delle precipitazioni del 12 novembre 2012 varie stazioni pluviometriche dell'area interessata hanno fatto registrare il nuovo record pluviometrico di precipitazioni totali mensili con 18 giorni ancora a disposizione per ritoccare ulteriormente il record verso l'alto: tra esse sono da segnalare le stazioni idrologiche di Abbadia San Salvatore e di Piancastagnaio in provincia di Siena, sul versante del monte Amiata da cui origina la valle del fiume Paglia, oltre alle già citate stazioni pluviometriche di Orbetello-San Donato, Scansano-Pomonte e Roccalbegna-Usi, e alle stazioni idrologiche di Magliano in Toscana-Poggio Perotto, Manciano, Marsiliana, Manciano-Capanne, Pitigliano nell'Area del Tufo e Santa Fiora sul versante grossetano dell'Amiata; altre stazioni hanno comunque raggiunto tra il 1° e il 12 novembre 2012 accumuli precipitativi prossimi a quello del record storico mensile, che a fine mese potrebbe essere superato in caso di ulteriori precipitazioni.
Riportiamo anche i dati registrati nelle immediate vicinanze dei confini grossetani, ad esempio le due stazioni meteorologiche relative ad Acquapendente (VT) a cura di MeteoAquesio. La prima situata ad una altitudine di 340 s.l.m. (località Fornace) ha registrato, in poco meno di 40 ore, l'accumulo di 256 mm. La seconda situata ad una altitudine di 734 s.l.m. (ubicata presso la riserva naturale Monte Rufeno) ha registrato, in poco meno di 40 ore, l'accumulo pluviometrico di 465 mm. Quest'ultima stazione si è trovata per alcune ore proprio nella parte più attiva della traiettoria del temporale autorigenerante, registrando un accumulo record accompagnato da altissimi valori di rain rate.

## Indagini
La Procura della Repubblica presso il Tribunale di Grosseto ha avviato le indagini per fare luce su tutte le responsabilità penali, aprendo quattro distinti fascicoli a seguito dell'evento alluvionale che ha interessato gran parte del territorio provinciale.